# 阿尔贝罗尼学院
阿尔贝罗尼学院（Collegio Alberoni）是一个罗马天主教神学院，位于意大利艾米利亚-罗马涅大区皮亚琴察。建筑群还包括一个著名的艺术画廊，阿尔贝罗尼画廊。神学院附设地震和天文观测站（成立于1870年）、自然科学博物馆、图书馆和圣拉匝禄堂。
画廊在1960年代由建筑师维托里奥·甘多尔菲翻新和现代化。画廊于10月至6月的周日15：30至18：00开放。 其中的杰作有：安托内罗·达·梅西那的Ecce Homo、简·普罗沃斯特的diptych、卢卡·焦尔达诺和圭多·雷尼)（在枢机主教的公寓里）；以及乔瓦尼·保罗·帕尼尼、乔瓦尼·巴蒂斯塔·莱纳尔迪、克里斯托福罗·塞拉、多梅尼科·玛丽亚·维亚尼、塞巴斯蒂亚诺·孔卡; 塞巴斯蒂安诺·马丁内斯等意大利艺术家的绘画。后者包括巴托洛梅奥·阿博托里（1594~1676年）、小安东尼奥·吉安利西(1677–1727)、马克·安东尼奥·里齐(1648–1723)、卢多维科·斯特恩（1709~1777）、埃伯哈特·基尔豪（1624~1687）、大卫·德·科宁克(1643–1701)、加斯帕德·杜赫特(1615–1675)、米科·斯帕达罗(1609/10-1675)和雅克·考托瓦，也叫伊尔·博尔戈诺内 （1621~1670年）的作品。展品包括18件大型挂毯，包括两件16世纪的佛兰芒挂毯。其中有安特卫普米歇尔·瓦特工作室于1670年左右编织的作品，是根据乔瓦尼·弗朗切斯科·罗曼内利的素描，以及一些来自布鲁塞尔，大约1650年，也许是简·莱尼尔斯，显然根据雅各布·约尔丹斯的素描。
该机构由朱利奥·阿尔贝罗尼枢机创建，建筑开始于1732年，神学院于1751年开学。1746年，在奥地利继承战争期间，当时的建筑几乎被夷为平地。它由帕德里传教会（Padri della Missione）管理。